# Canton de Saint-Maixent-l'École-1
Le canton de Saint-Maixent-l'École-1 est une ancienne division administrative française située dans le département des Deux-Sèvres et la région Poitou-Charentes.

## Géographie
Ce canton était organisé autour de Saint-Maixent-l'École dans l'arrondissement de Niort. Son altitude varie de 34 m (François) à 189 m (Augé) pour une altitude moyenne de 75 m.

## Histoire
Initialement il n’y avait qu’un seul canton de Saint-Maixent dont Saint-Maixent était le chef-lieu. Avec l'installation de l’armée dans la ville, qui crée de nombreux emplois locaux, et plus encore avec la construction de la gare ferroviaire sur la ligne joignant Niort à Paris, la population du chef-lieu (et donc du canton) s'accroît, et en 1801 le canton est divisé en deux en créant le canton de Saint-Maixent-1 et le canton de Saint-Maixent-2, dont la ville de Saint-Maixent reste l'unique chef-lieu.
En 1926, la ville de Saint-Maixent prend le nom de Saint-Maixent-l’École : les deux cantons sont eux aussi renommés Saint-Maixent-l'École-1 et Saint-Maixent-l'École-2, mais leurs frontières n'ont pas été modifiées par ce changement et n'ont pas évolué depuis.

## Représentation

### Conseillers généraux de 1833 à 2015
| Période | Période      | Identité                      | Étiquette                   | Qualité |
| ------- | ------------ | ----------------------------- | --------------------------- | --- |
| 1833    | 1852         | Charles Samuel Chaudreau      |                             | Propriétaire, maire de Saint-Maixent (1830-1840, 1841-1848, 1849-1853)                                                                                       |
| 1852    | 1871         | Charles Monnier d'Availles    |                             | Propriétaire du château d'Availles Maire de François |
| 1871    | 1886         | Philippe Garran de Balsan     | Républicain                 | Propriétaire à Saint-Maixent-l'École |
| 1886    | 1921 (décès) | Émile Bonnet                  | Républicain                 | Professeur à la Faculté de droit - Avocat à Poitiers Maire de Saivres                                                                                        |
| 1921    | 1922 (décès) | Victor Bonnet                 | Républicain                 | Maire d'Azay-le-Brûlé, conseiller d'arrondissement |
| 1922    | 1923 (décès) | François Auguste Brangé       | Républicain                 | Directeur d'école à Breloux Conseiller d'arrondissement |
| 1923    | 1925         | Alexandre Vien                | Républicain                 | Vice-Président de la Société centrale d'agriculture, Breloux-La Crèche                                                                                       |
| 1925    | 1940         | Victor Jacques Vandier        | Rad.                        | Industriel, propriétaire à Theulouze et à Paris |
|         |              |                               |                             | |
| 1945    | 1951         | Victor Vandier                | Rad.                        | Propriétaire à Theulouze et à Paris |
| 1951    | 1970         | Jacques Fouchier              | CNIP                        | Vétérinaire Député (1958-1986) Président du Conseil général (1967-1970) Maire de Saint-Maixent-l'École (1959-1977) Président du Conseil régional (1976-1978) |
| 1970    | 1994 (décès) | Camille Lemberton (1924-1994) | PS (exclu en 1980) puis DVG | Instituteur Maire de Saint-Maixent-l'École (1977-1989) Ancien résistant                                                                                      |
| 1994    | 2015         | Jean-Luc Drapeau              | PS                          | Technicien des services vétérinaires Maire d'Azay-le-Brûlé Président de la communauté de communes du Val de Sèvre Vice-président du Conseil général          |

### Conseillers d'arrondissement (de 1833 à 1940)
| Période                                  | Période      | Identité                    | Étiquette            | Qualité |
| ---------------------------------------- | ------------ | --------------------------- | -------------------- | --- |
| 1833                                     | 1842         | M. Charles                  |                      | Maire de Breloux                                                                                            |
| 1842                                     | 1845         | Angel Orry (1791-1874)      |                      | Médecin à Saint-Maixent                                                                                     |
| 1845                                     | 1848         | Pierre Lévesque (1798-1871) |                      | Notaire à Saint-Maixent                                                                                     |
|                                          |              |                             |                      | |
| 1871                                     | 1894 (décès) | François Birault            |                      | Propriétaire, maire de François                                                                             |
|                                          |              |                             |                      | |
| 1895                                     | 1921         | Victor Bonnet               | Républicain          | Maire d'Azay-le-Brûlé                                                                                       |
| 1921                                     | 1922         | François Auguste Brangé     | Républicain          | Directeur d'école à Breloux                                                                                 |
| 1922                                     | 1923 (décès) | Pierre Boutin (1867-1923)   |                      | Notaire, propriétaire, maire de Saint-Maixent                                                               |
|                                          |              |                             |                      | |
| 1925                                     | 1931         | Henri Fouchier              | Républicain          | Vétérinaire, conseiller municipal de Saint-Maixent                                                          |
| 1931                                     | 1937         | M. Charrier                 | Radical              | |
| 1937                                     | 1940         | Charles Motheau (1876-1942) | Radical antimarxiste | Médecin, premier adjoint au maire de Saint-Maixent                                                          |
| 1940                                     |              |                             |                      | Les conseils d'arrondissement ont été suspendus par la loi du 12 octobre 1940 et n'ont jamais été réactivés |
| Les données manquantes sont à compléter. |              |                             |                      | |

## Composition
Le canton de Saint-Maixent-l'École-1 groupait 7 communes et compte 16 267 habitants (population municipale) au 1er janvier 2009.
| Communes              | Population (2012) | Code postal | Code Insee |
| --------------------- | ----------------- | ----------- | ---------- |
| Augé                  | 923               | 79400       | 79020      |
| Azay-le-Brûlé         | 1 780             | 79400       | 79024      |
| Cherveux              | 1 622             | 79410       | 79086      |
| La Crèche             | 5 448             | 79260       | 79048      |
| François              | 901               | 79260       | 79128      |
| Saint-Maixent-l'École | 4 234 (*)         | 79400       | 79270      |
| Saivres               | 1 359             | 79400       | 79302      |

(*) Fraction de commune. En 2009, la commune de Saint-Maixent-l'École, partagée en deux cantons, compte au total 7 490 habitants.

## Démographie
| 1962 | 1968 | 1975 | 1982 | 1990 | 1999   | 2006   | 2007   | - |
| ---- | ---- | ---- | ---- | ---- | ------ | ------ | ------ | - |
| -    | -    | -    | -    | -    | 14 070 | 15 718 | 15 911 | - |

Entre 1999 et 2006, le canton voit sa population augmenter de 1 648 habitants, soit +1,7 % d'accroissement annuel. Hormis Saint-Maixent-l'École qui perd des habitants, toutes les communes ont une évolution positive, comprise entre 1 et 2,6 % de hausse annuelle. Ainsi La Crèche gagne 558 habitants et franchit la barre des 5 000 habitants. Cherveux, Azay-le-Brûlé et François ne sont pas en reste, avec respectivement +232 (+2,6 %/an), +227 (+2,2 %/an) et +105 (+2,1 %/an) nouveaux habitants.